# Goč, Vrnjačka Banja
Goč (izvirno srbsko Гоч) je naselje v Srbiji, ki upravno spada pod Občino Vrnjačka Banja; slednja pa je del Raškega upravnega okraja.

## Demografija
V naselju živi 64 polnoletnih prebivalcev, pri čemer je njihova povprečna starost 53,2 let (50,1 pri moških in 57,0 pri ženskah). Naselje ima 29 gospodinjstev, pri čemer je povprečno število članov na gospodinjstvo 2,34.
To naselje je, glede na rezultate popisa iz leta 2002, večinoma srbsko.
|  |

| Demografija | Demografija     | Demografija     |
| Leto        | Št. prebivalcev | Št. prebivalcev |
| ----------- | --------------- | --------------- |
|             |                 |                 |
|             |                 |                 |
|             |                 |                 |
|             |                 |                 |
| 1948        | 309             |                 |
| 1953        | 289             |                 |
| 1961        | 300             |                 |
| 1971        | 224             |                 |
| 1981        | 155             |                 |
| 1991        | 79              | 79              |
| 2002        | 68              | 68              |
|             |                 |                 |

| Etnična sestava po popisu iz leta 2002 | Etnična sestava po popisu iz leta 2002 | Etnična sestava po popisu iz leta 2002 | Etnična sestava po popisu iz leta 2002 | Etnična sestava po popisu iz leta 2002 |
| -------------------------------------- | -------------------------------------- | -------------------------------------- | -------------------------------------- | -------------------------------------- |
| Srbi                                   | Srbi                                   |                                        | 67                                     | 98,52%                                 |
| Neznano                                | Neznano                                |                                        | 1                                      | 1,47%                                  |